# Leonidas van Tarente
Leonidas van Tarente (Dorisch Grieks: Λεωνίδας ὁ Ταραντῖνος) was een epigrammatist en lyrisch poëet. Hij leefde in Italië in de 3e eeuw v.o.t. in Tarentum, op de Calabrische kust (toen Magna Graecia). Meer dan honderd van zijn epigrammen zijn opgenomen in de Anthologia Graeca, een compilatie uit de 10e en 14e eeuw. Het gaat vooral om opdracht- en grafgedichten.
In de jeugd van Leonidas begonnen de Griekse steden in Italië het gevaar van Rome te beseffen en gingen ze bescherming zoeken bij de oorlogszuchtige koningen van Epiros. Een van zijn oudste gedichten beschrijft een reis die hij zelf maakte naar koning Neoptolemos om bescherming te vragen. Kort nadien werd Neoptolemos vermoord door zijn neef Pyrrhos, die instemde met het verzoek. Leonidas keerde terug naar huis om zijn landgenoten voor te bereiden op oorlog. Na de inname van Tarente ging hij zwerven. Hij stierf ver van huis in Alexandrië.
Hoewel hij na zijn dood vrij bekend werd, kon Leonidas nauwelijks leven van zijn poëzie. In een gedicht richt hij zich tot de muizen die zijn maal delen, hen eraan herinnerend dat hij maar een brok zout en twee gerstkoeken voor zichzelf nodig heeft. Volgens de Engelse vertaler Edwyn Bevan is de doodsgedachte sterk aanwezig in het werk van Leonidas, in tegenstelling tot het transcendente.

## Nederlandse vertaling
- Alles is Eros. Hellenistische poëzie over liefde en leven en het idyllisch landschap, vert. Mieke de Vos, 2015, ISBN 9789460362194

## Historische fictie
- Hélène Nolthenius, Voortgeschopt als een steen, 1999, ISBN 9021477335

## Voetnoten
1. ↑  (en) Edwyn Bevan, The Poems of Leonidas of Tarentum, 1931

- Bibsys: 95002761
- Biblioteca Nacional de España: XX1341794
- Bibliothèque nationale de France: cb15541801b (data)
- Gemeinsame Normdatei: 118993674
- International Standard Name Identifier: 0000 0000 7972 2145
- Library of Congress Control Number: n99015056
- Nationale Bibliotheek van Israël: 987007282976105171
- Nederlandse Thesaurus van Auteursnamen: 069751390
- Réseau des bibliothèques de Suisse occidentale: 02-A010107708
- Istituto Centrale per il Catalogo Unico: CFIV002481
- Système universitaire de documentation: 084259701
- Virtual International Authority File: 57415060